# Eishockey-Regionalliga 2012/13
Die Regionalliga ist in der Saison 2012/13 die vierthöchste Ligenstufe im deutschen Eishockey unterhalb der Eishockey-Oberliga. Ausgespielt werden die Regionalligen Nord, West, Ost und Süd-West sowie diesen gleichgestellt die Bayerische Eishockey-Liga.

## Regionalliga Nord
Die Regionalliga Nord wird vom Landeseissportverband Niedersachsen für Mannschaften der Bundesländer Niedersachsen, Hamburg, Bremen und Schleswig-Holstein veranstaltet.

### Festlegung der Teilnehmer
Der Meister der Saison 2011/12, die Ritter Nordhorn, stiegen in die Oberliga Nord auf. Die Celler Oilers und die Harsefeld Tigers zogen sich in die Verbandsliga Nord zurück.

### Modus
Die Teilnehmer absolvieren eine Doppelrunde. Der Sieger ist Meister und sportlicher Aufsteiger in die Oberliga Nord.

### Vorrundentabelle
| Pl. | Mannschaft                    | Sp | S3 | S2 | N1 | N0 | Pkt | T   | GT  |
| --- | ----------------------------- | -- | -- | -- | -- | -- | --- | --- | --- |
| 1.  | EHC Wolfsburg                 | 20 |    |    |    |    | 51  | 181 | 62  |
| 2.  | Langenhagen Jets              | 20 |    |    |    |    | 45  | 128 | 48  |
| 3.  | Salzgitter Icefighters        | 20 |    |    |    |    | 39  | 136 | 87  |
| 4.  | REV Bremerhaven 1b            | 20 |    |    |    |    | 21  | 80  | 102 |
| 5.  | Hamburger SV 1b               | 20 |    |    |    |    | 18  | 51  | 123 |
| 6.  | EHC Timmendorfer Strand 06 1b | 20 |    |    |    |    | 6   | 45  | 226 |

Abkürzungen: Sp = Spiele, S3 = Siege, S2 = Siege nach Verlängerung oder Penaltyschießen, N1 = Niederlagen nach Verlängerung oder Penaltyschießen, N0 = Niederlagen, T = Tore, GT = Gegentore.

## Regionalliga West
Die Regionalliga West umfasst das Gebiet der Bundesländer Nordrhein-Westfalen, Hessen, Rheinland-Pfalz und Saarland. Ausrichter ist der Landeseissportverband Nordrhein-Westfalen.

### Festlegung der Teilnehmer
Der EHC Neuwied stieg in die Oberliga West auf, dafür stieg der EHC Netphen ’08 ab. Aufsteiger aus der NRW-Liga sind Kölner EC 1b und Neusser EV. Aufsteiger aus der Hessenliga sind die Kassel Huskies 1b. Aachener EV und GSC Moers stiegen in die NRW-Liga ab.

### Modus
Zunächst wird eine Doppelrunde gespielt. Im Anschluss spielen die besten sechs Teams um den Aufstieg (Sieger steigt auf), die letzten vier gemeinsam mit den vier besten Teams der 5. Liga gegen den Abstieg.

### Vorrundentabelle
| Pl. | Mannschaft            | Sp | S3 | S2 | N1 | N0 | Pkte | T   | GT  |
| --- | --------------------- | -- | -- | -- | -- | -- | ---- | --- | --- |
| 1.  | Herner EV 2007        | 18 | 17 | 1  | 0  | 0  | 53   | 146 | 037 |
| 2.  | Grefrath Phoenix      | 18 | 10 | 1  | 2  | 5  | 34   | 100 | 061 |
| 3.  | Dinslaken Kobras      | 18 | 10 | 3  | 0  | 5  | 33   | 075 | 051 |
| 4.  | Neusser EV (N)        | 18 | 8  | 3  | 0  | 7  | 30   | 097 | 081 |
| 5.  | Kassel Huskies 1b (N) | 18 | 8  | 1  | 2  | 7  | 28   | 077 | 081 |
| 6.  | EHC Netphen ’08 (A)   | 18 | 7  | 3  | 1  | 7  | 28   | 067 | 076 |
| 7.  | Darmstadt Dukes       | 18 | 6  | 2  | 3  | 7  | 25   | 085 | 070 |
| 8.  | Löwen Frankfurt 1b    | 18 | 5  | 1  | 0  | 12 | 17   | 067 | 107 |
| 9.  | Kölner EC 1b (N)      | 18 | 5  | 0  | 1  | 0  | 16   | 065 | 103 |
| 10. | Bergisch Raptors      | 18 | 2  | 0  | 0  | 16 | 06   | 052 | 160 |

Abkürzungen: Sp = Spiele, S3 = Siege, S2 = Siege nach Verlängerung oder Penaltyschießen, N1 = Niederlagen nach Verlängerung oder Penaltyschießen, N0 = Niederlagen, T = Tore, GT = Gegentore, A = Absteiger, N = Neuling (Aufsteiger).

## Regionalliga Ost
Die Regionalliga Ost umfasst das Gebiet der Bundesländer Berlin, Brandenburg, Sachsen, Sachsen-Anhalt und Thüringen. Ausrichter ist der Sächsische Eissportverband.

### Festlegung der Teilnehmer
Der Meister der Saison 2011/2012, ETC Crimmitschau 1b, verzichtet auf den Aufstieg. Die Oberligisten ECC Preussen Berlin und Icefighters Leipzig haben 1b-Mannschaften gegründet, die an der Regionalliga Ost teilnehmen werden.

### Modus
Die Teilnehmer absolvieren eine Doppelrunde. Der Sieger ist Meister und sportlicher Aufsteiger in die Oberliga Ost.

### Vorrundentabelle
| Pl. | Mannschaft                | Sp | S3 | S2 | N1 | N0 | Pkt | T | GT |
| --- | ------------------------- | -- | -- | -- | -- | -- | --- | - | -- |
| 1.  | ESC Dresden 1b            | 18 |    |    |    |    | 45  |   |    |
| 2.  | Berliner Schlittschuhclub | 18 |    |    |    |    | 43  |   |    |
| 3.  | ETC Crimmitschau 1b (TV)  | 18 |    |    |    |    | 41  |   |    |
| 4.  | SV Rot-Weiß Bad Muskau    | 18 |    |    |    |    | 26  |   |    |
| 5.  | FASS Berlin 1b            | 18 |    |    |    |    | 24  |   |    |
| 6.  | EHC Erfurt 1b             | 18 |    |    |    |    | 24  |   |    |
| 7.  | MEC Halle 04 1b           | 18 |    |    |    |    | 21  |   |    |
| 8.  | ECC Preussen Berlin 1b    | 18 |    |    |    |    | 20  |   |    |
| 9.  | Dresden Devils            | 18 |    |    |    |    | 18  |   |    |
| 10. | Leipziger EC 1b           | 18 |    |    |    |    | 08  |   |    |

Abkürzungen: Sp = Spiele, S3 = Siege, S2 = Siege nach Verlängerung oder Penaltyschießen, N1 = Niederlagen nach Verlängerung oder Penaltyschießen, N0 = Niederlagen, T = Tore, GT = Gegentore, TV = Titelverteidiger.

## Regionalliga Süd/West
Die Regionalliga Süd-West wurde vom Eissport-Verband Baden-Württemberg organisiert.

### Teilnehmer
Neu in der Liga ist als Aufsteiger aus der Landesliga 1. CfR Pforzheim und der EHC Freiburg 1b für die in die Oberliga Süd aufgestiegene Mannschaft des EHC Freiburg, während die Mannschaft vom ESC Bad Liebenzell wieder abstieg.

### Modus
Die Liga spielt eine Eineinhalbfachrunde, d. h. jede Mannschaft spielt dreimal gegen jede andere Mannschaft. Nach der Hauptrunde spielen die ersten vier Mannschaften in Play-offs den – aufstiegsberechtigten – Meister und in Play-downs einen Absteiger aus.

### Tabelle
| Pl. | Mannschaft                | Sp | S3 | S2 | N1 | N0 | Pkt | T   | GT  |
| --- | ------------------------- | -- | -- | -- | -- | -- | --- | --- | --- |
| 1.  | EHC Eisbären Heilbronn    | 21 |    |    |    |    | 62  | 164 | 049 |
| 2.  | Stuttgart Rebels          | 21 |    |    |    |    | 48  | 132 | 077 |
| 3.  | Baden Rhinos Hügelsheim   | 21 |    |    |    |    | 40  | 153 | 100 |
| 4.  | Rhein-Neckar Stars        | 21 |    |    |    |    | 30  | 098 | 111 |
| 5.  | EHC Freiburg 1b           | 21 |    |    |    |    | 28  | 101 | 118 |
| 6.  | EHC Zweibrücken           | 21 |    |    |    |    | 24  | 088 | 125 |
| 7.  | Schwenninger Fire Wings   | 21 |    |    |    |    | 13  | 083 | 126 |
| 8.  | Blue Gold Stars Pforzheim | 21 |    |    |    |    | 07  | 076 | 189 |

### Play-offs
Halbfinale
|                         |   |                             | Serie | 1                    | 2                 | 3 |
| ----------------------- | - | --------------------------- | ----- | -------------------- | ----------------- | - |
| EHC Eisbären Heilbronn  | – | Rhein-Neckar-Stars Mannheim | 2:0   | 22. Februar 2013 5:1 | 3. März 2013 11:2 | – |
| Stuttgarter EC „Rebels“ | – | Baden Rhinos Hügelsheim     | 0:2   | 24. Februar 2013 1:4 | 2. März 2013 3:6  | – |

Finale
|                        |   |                         | Serie | 1   | 2   | 3         |
| ---------------------- | - | ----------------------- | ----- | --- | --- | --------- |
| EHC Eisbären Heilbronn | – | Baden Rhinos Hügelsheim | 2:1   | 9:3 | 5:9 | 4:3 n. P. |

Der EHC Eisbären Heilbronn hatte sich damit sportlich für die Aufstiegsplayoffs zur Eishockey-Oberliga 2013/14 gegen den Meister der Bayernliga – EHC Bayreuth – qualifiziert, auf die von Seiten des Vereins verzichtet wurde.

### Play-downs
Halbfinale
|                         |   |                           | Serie     | 1                    | 2                                              |
| ----------------------- | - | ------------------------- | --------- | -------------------- | ---------------------------------------------- |
| EHC Freiburg 1b         | – | Blue Gold Stars Pforzheim | 1:1 (8:7) | 2:5 23. Februar 2013 | 6:2 n. P. 2. März 2013 Spielwertung annulliert |
| EHC Zweibrücken Hornets | – | Schwenninger Fire Wings   | 0:2       | 3:5 22. Februar 2013 | 3:6 3. März 2013                               |

Finale
|                           |   |                         | Serie    | 1   | 2   |
| ------------------------- | - | ----------------------- | -------- | --- | --- |
| Blue Gold Stars Pforzheim | – | EHC Zweibrücken Hornets | Abgesagt | -:- | -:- |

## Bayernliga
Die Bayernliga 2012/13 wurde vom Bayerischen Eissport-Verband organisiert und war die 45. Austragung dieser Liga.

### Modus
Die Liga spielt wie in den letzten Jahren eine Einfachrunde aus. Für die anschließende Zwischenrunde qualifizieren sich die ersten zehn Mannschaften, die dann in zwei Gruppen jeweils zwei Teilnehmer an den Play-offs ausspielen. Halbfinale und das Spiel um Platz 3 werden im „Best of Three“-Modus ausgespielt, während das Finale der Play-offs im „Best-of-Five“-Modus ausgespielt wird. Ursprünglich sollten die letzten fünf Mannschaften der Vorrunde die Abstiegsrunde ausspielen. Während der Sieger der Abstiegsrunde sich sportlich für die Bayernliga qualifiziert hätte, hätten die restlichen Mannschaften das Abstiegshalbfinale (Platz 2 gegen 5 und 3 gegen 4) im Modus „Best of Three“ ausgespielt. Die Sieger des Abstiegshalbfinale hätte im Modus „Best of Three“ die Platzierungen 12 und 13 ausgespielt, während die Verlierer des Abstiegshalbfinale das Abstiegsfinale nach dem Modus „Best of Five“ ausgespielt hätten. Der Verlierer des Abstiegsfinale wäre in die Landesliga abgestiegen. Durch den Rückzug der Mannschaft von ESV Königsbrunn im Dezember 2012 fallen die Spiele der Mannschaft aus der Wertung und die Mannschaft steht als sportlicher Absteiger fest. Deshalb wird es nun eine Abstiegsrunde als Einfachrunde (6 Spieltage) geben, deren Verlierer sportlich absteigen soll.

### Teilnehmer
Neu in der Liga waren die Aufsteiger Höchstadter EC und EV Moosburg. Aufgrund des Aufstiegs von ERV Schweinfurt und 1. EV Weiden in die Oberliga Süd, des Nichtabstiegs des TSV Erding aus der Oberliga, des Verzichts von EA Schongau auf einen Verbleib in der Bayernliga und des Nichtnachrückens von weiteren Mannschaften aus der Landesliga wurde die Liga im Gegensatz zur Vorsaison mit 15 Mannschaften begonnen und ab Dezember 2012 – nach dem Rückzug der Mannschaft des ESV Königsbrunn – mit 14 Mannschaften ausgespielt.

### Vorrundentabelle
|     | Mannschaft          | Sp | S3 | S2 | N1 | N0 | Pkte | T   | GT  |
| --- | ------------------- | -- | -- | -- | -- | -- | ---- | --- | --- |
| 1.  | ERC Sonthofen       | 26 |    |    |    |    | 72   | 176 | 061 |
| 2.  | EHC Bayreuth        | 26 |    |    |    |    | 64   | 141 | 062 |
| 3.  | EC Pfaffenhofen     | 26 |    |    |    |    | 45   | 116 | 099 |
| 4.  | EV Moosburg (N)     | 26 |    |    |    |    | 43   | 132 | 116 |
| 5.  | ESV Buchloe         | 26 |    |    |    |    | 43   | 109 | 093 |
| 6.  | ESC Dorfen          | 26 |    |    |    |    | 42   | 095 | 092 |
| 7.  | ECDC Memmingen      | 26 |    |    |    |    | 41   | 101 | 100 |
| 8.  | TSV Peißenberg      | 26 |    |    |    |    | 41   | 106 | 107 |
| 9.  | Höchstadter EC (N)  | 26 |    |    |    |    | 37   | 099 | 114 |
| 10. | TEV Miesbach        | 26 |    |    |    |    | 37   | 086 | 092 |
| 11. | EV Lindau           | 26 |    |    |    |    | 34   | 092 | 096 |
| 12. | EHC Waldkraiburg    | 26 |    |    |    |    | 25   | 090 | 123 |
| 13. | Wanderers Germering | 26 |    |    |    |    | 16   | 056 | 110 |
| 14. | EHC 80 Nürnberg     | 26 |    |    |    |    | 06   | 053 | 187 |

Abkürzungen: Sp = Spiele, S3 = Siege, S2 = Siege nach Verlängerung oder Penaltyschießen, N1 = Niederlagen nach Verlängerung oder Penaltyschießen, N0 = Niederlagen, T = Tore, GT = Gegentore, N = Neuling (Aufsteiger).

### Meisterschaftsrunde

#### Zwischenrunde
Gruppe A
| Pl. | Mannschaft      | Sp | S3 | S2 | N1 | N0 | Pkte | T  | GT |
| --- | --------------- | -- | -- | -- | -- | -- | ---- | -- | -- |
| 1.  | ERC Sonthofen   | 8  | 0  | 0  | 0  | 0  | 24   | 52 | 12 |
| 2.  | EC Pfaffenhofen | 8  | 0  | 0  | 0  | 0  | 12   | 21 | 25 |
| 3.  | TEV Miesbach    | 8  | 0  | 0  | 0  | 0  | 10   | 19 | 26 |
| 4.  | ESV Buchloe     | 8  | 0  | 0  | 0  | 0  | 09   | 17 | 28 |
| 5.  | TSV Peißenberg  | 8  | 0  | 0  | 0  | 0  | 05   | 20 | 38 |

Abkürzungen: Sp = Spiele, S3 = Siege, S2 = Siege nach Verlängerung oder Penaltyschießen, N1 = Niederlagen nach Verlängerung oder Penaltyschießen, N0 = Niederlagen, T = Tore, GT = Gegentore, N = Neuling (Aufsteiger).
Gruppe B
| Pl. | Mannschaft         | Sp | S3 | S2 | N1 | N0 | Pkte | T  | GT |
| --- | ------------------ | -- | -- | -- | -- | -- | ---- | -- | -- |
| 1.  | EHC Bayreuth       | 8  | 0  | 0  | 0  | 0  | 24   | 51 | 13 |
| 2.  | ECDC Memmingen     | 8  | 0  | 0  | 0  | 0  | 13   | 33 | 30 |
| 3.  | ESC Dorfen         | 8  | 0  | 0  | 0  | 0  | 12   | 35 | 24 |
| 4.  | EV Moosburg (N)    | 8  | 0  | 0  | 0  | 0  | 09   | 27 | 46 |
| 5.  | Höchstadter EC (N) | 8  | 0  | 0  | 0  | 0  | 02   | 21 | 54 |

Abkürzungen: Sp = Spiele, S3 = Siege, S2 = Siege nach Verlängerung oder Penaltyschießen, N1 = Niederlagen nach Verlängerung oder Penaltyschießen, N0 = Niederlagen, T = Tore, GT = Gegentore, N = Neuling (Aufsteiger).

#### Meisterschaftsplayoffs
Halbfinale
|               |   |                 | Serie | 1   | 2   | 3 |
| ------------- | - | --------------- | ----- | --- | --- | - |
| ERC Sonthofen | – | ECDC Memmingen  | 2:0   | 5:2 | 4:3 |   |
| EHC Bayreuth  | – | EC Pfaffenhofen | 2:0   | 6:1 | 5:2 |   |

Spiel um Platz 3
|                 |   |                | Serie | 1   | 2    | 3 |
| --------------- | - | -------------- | ----- | --- | ---- | - |
| EC Pfaffenhofen | – | ECDC Memmingen | 0:2   | 2:7 | 3:13 |   |

Finale
|               |   |              | Serie | 1   | 2   | 3   | 4   | 5 |
| ------------- | - | ------------ | ----- | --- | --- | --- | --- | - |
| ERC Sonthofen | – | EHC Bayreuth | 1:3   | 4:2 | 2:5 | 3:4 | 0:2 |   |

Der EHC Bayreuth hatte sich damit als „Bayerischer Meister“ sportlich für die Aufstiegsplayoffs zur Oberliga 2013/14 gegen den Meister der Regionalliga Süd-West qualifiziert, die aufgrund des Verzichts des EHC Eisbären Heilbronn nicht stattfanden. Aufgrund des Verzichts stieg die Mannschaft des EHC Bayreuth sportlich direkt in die Oberliga auf.

### Abstiegsrunde
Nach dem Rückzug der Mannschaft von ESV Königsbrunn im Dezember 2012 und dem automatischen Abstieg der Mannschaft gab es eine Abstiegsrunde, die als Einfachrunde (6 Spieltage) ausgetragen wurde. Der Letztplatzierte EHC Waldkraiburg soll sportlich in die Landesliga absteigen.
|    | Mannschaft          | Sp | S3 | S2 | N1 | N0 | Pkte | T  | GT |
| -- | ------------------- | -- | -- | -- | -- | -- | ---- | -- | -- |
| 1. | EV Lindau           | 6  | 0  | 0  | 0  | 0  | 15   | 32 | 22 |
| 2. | Wanderers Germering | 6  | 0  | 0  | 0  | 0  | 12   | 29 | 20 |
| 3. | EHC 80 Nürnberg     | 6  | 0  | 0  | 0  | 0  | 06   | 20 | 26 |
| 4. | EHC Waldkraiburg    | 6  | 0  | 0  | 0  | 0  | 03   | 23 | 36 |

Abkürzungen: Sp = Spiele, S3 = Siege, S2 = Siege nach Verlängerung oder Penaltyschießen, N1 = Niederlagen nach Verlängerung oder Penaltyschießen, N0 = Niederlagen, T = Tore, GT = Gegentore